# Sparnotheriodontidae
Gli sparnoteriodontidi (Sparnotheriodontidae) sono un gruppo di mammiferi meridiungulati estinti, dall'incerta collocazione sistematica. Vissero tra il Paleocene superiore e l'Eocene superiore (circa 59 - 34 milioni di anni fa) e i loro resti fossili sono stati ritrovati in Sudamerica e in Antartide.

## Descrizione
Questi animali sono noti principalmente per fossili di denti e di mascelle, ed è quindi impossibile ricostruirne fedelmente l'aspetto. Erano certamente animali che potevano raggiungere grandi dimensioni (come nel caso di Sparnotheriodon e soprattutto di Notiolofos, della taglia di un piccolo rinoceronte) anche se esistevano sparnoteriodonti di dimensioni medie (come Phoradiadus), e sulla base dei resti rinvenuti si ipotizza che alcuni esemplari potessero superare i 100 chilogrammi di peso. 
Gli sparnoteriodonti erano caratterizzati da una dentatura completa e priva di diastema. La formula dentaria costituita da tre incisivi, un canino, quattro premolari e tre molari indica la loro ascendenza arcaica; i premolari e i molari erano a corona bassa (brachidonte), e mostravano caratteristiche miste tra la dentatura selenodonte, lofodonte e bunodonte. Gli incisivi erano ampi e forti, a forma di spatola, e i canini erano robusti e grandi, verticali. In alcune caratteristiche dentarie gli sparnoteriodonti assomigliavano ai notoungulati primitivi della famiglia Isotemnidae.

## Classificazione
La famiglia Sparnotheriodontidae venne istituita da Miguel Soria nel 1980, per accogliere l'enigmatico genere Sparnotheriodon dell'Eocene inferiore dell'Argentina. A questa famiglia sono stati attribuiti altri generi, come Victorlemoinea (Paleocene superiore-Eocene inferiore di Brasile e Argentina), Phoradiadus (Eocene superiore dell'Argentina) e Notiolofos (Eocene inferiore dell'Antartide). 
Gli sparnoteriodontidi non godono di una classificazione chiara: sono stati variamente inclusi tra i macraucheniidi, più in generale tra i litopterni oppure avvicinati ai condilartri nordamericani. In ogni caso, sembrerebbero rappresentare una radiazione evolutiva arcaica di grandi ungulati estintasi al termine dell'Eocene. 

## Paleobiogeografia
Il genere Notiolofos, di dimensioni particolarmente grandi e noto per due specie (N. arquinotiensis e N. regueroi) testimonierebbe una presenza degli sparnoteriodonti in Antartide per molti milioni di anni: i ritrovamenti antartici pongono interrogativi sul tempo minimo impiegato da grandi mammiferi terrestri per diffondersi dal Sudamerica all'Antartide, un evento che deve essere avvenuto prima della separazione finale di Gondwana. Questo evento coinvolse la scomparsa del ponte di terra formato dall'istmo di Weddell, che connetteva l'Antartide occidentale con la parte meridionale del Sudamerica in un periodo compreso tra il Cretaceo superiore a un momento ancora indefinito all'inizio del Paleogene (Gelfo, 2016).
Insieme all'astrapoterio Antarctodon (un altro mammifero con chiare parentele sudamericane), lo sparnoteriodonte Notiolofos rappresenta la comunità di mammiferi di grandi dimensioni che abitarono il paesaggio antartico nel corso dell'Eocene inferiore; questo paesaggio era dominato da foreste chiuse di alberi del genere Nothofagus (Gelfo et al., 2017). 